# Eleição municipal de Natal em 2020
A eleição municipal da cidade de Natal em 2020 ocorreu no dia 15 de novembro (primeiro turno) e elegeu um prefeito, vice-prefeito e 29 vereadores para a administração da cidade, que se iniciou em 1° de janeiro de 2021 e terminará em 31 de dezembro de 2024. O prefeito titular é Álvaro Dias, do Partido da Social Democracia Brasileira (PSDB), que assumiu a prefeitura em 2018, após o titular Carlos Eduardo Alves (que se reelegeu em 2016), renunciar para poder disputar o Governo do Estado do Rio Grande do Norte (para o qual seria derrotado em segundo turno para Fátima Bezerra), se encontra apto á concorrer a reeleição.
Originalmente, as eleições ocorreriam em 4 de outubro (primeiro turno) e 25 de outubro (segundo turno) (para cidades acima de 200 mil habitantes), porém, com o agravamento da pandemia do novo coronavírus (SARS-CoV-2), causador da Covid-19, as datas foram modificadas com a promulgação da Emenda Constitucional nº 107/2020.

## Contexto político e pandemia
As eleições municipais de 2020 estão sendo marcadas, antes mesmo de iniciada a campanha oficial, pela pandemia do coronavírus SARS-CoV-2 (causador da COVID-19), o que está fazendo com que os partidos remodelem suas metodologias de pré-campanha. O Tribunal Superior Eleitoral (TSE) autorizou os partidos a realizarem as convenções para escolha de candidatos aos escrutínios por meio de plataformas digitais de transmissão, para evitar aglomerações que possam proliferar o vírus. Alguns partidos recorreram a mídias digitais para lançar suas pré-candidaturas. Além disso, a partir deste pleito, será colocada em prática a Emenda Constitucional 97/2017, que proíbe a celebração de coligações partidárias para as eleições legislativas, o que pode gerar um inchaço de candidatos ao legislativo. Conforme reportagem publicada pelo jornal Brasil de Fato em 11 de fevereiro de 2020, o país poderá ultrapassar a marca de 1 milhão de candidatos a prefeito, vice-prefeito e vereador neste escrutínio, o que não seria necessariamente bom, na opinião do professor Carlos Machado, da UnB (Universidade de Brasília): “Temos o hábito de criticar de forma intensa a coligação partidária, sem parar para refletir sobre os elementos positivos dela. O número de candidatos que um partido pode apresentar numa eleição, varia se ele estiver dentro de uma coligação, porque quando os partidos participam de uma coligação, eles são considerados como um único partido", afirmou Machado na reportagem.

## Candidatos[7]
A lista de pré-candidatos está sujeita a alterações constantes, com o prazo final para registro de candidaturas ocorrendo apenas em 26 de setembro. O prazo original, 15 de agosto, foi modificado em razão da Emenda Constitucional nº 107/2020.
| Nº | Pré-Candidato                      | Partido       | Vice                             | Coligação                                                                         |
| -- | ---------------------------------- | ------------- | -------------------------------- | --------------------------------------------------------------------------------- |
| 13 | Jean-Paul Prates                   | PT            | Estrela (PT)                     | Sem coligação                                                                     |
| 16 | Rosália Fernandes                  | PSTU          | José Jairan (PSTU)               | Sem coligação                                                                     |
| 17 | Delegado Leocádio                  | PSL           | Delegada Deusa Martins (PP)      | "A Força da Verdade" - PSL - PP                                                   |
| 19 | Afrânio Miranda                    | PODE          | Ana Paula Trento (PODE)          | Sem coligação                                                                     |
| 20 | Coronel Azevedo                    | PSC           | Erick Guerra (PSC)               | Sem coligação                                                                     |
| 27 | Jaidy Oliveira de Sousa            | DC            | Shirlei Medeiros (DC)            | Sem coligação                                                                     |
| 28 | Coronel Hélio Oliveira             | PRTB          | Getúlio Batista (PTB)            | "Aliança por Natal" - PRTB - PTB                                                  |
| 30 | Fernando Pinto                     | NOVO          | Prof Fernando Amaral (NOVO)      | Sem coligação                                                                     |
| 40 | Hermano Morais                     | PSB           | Tatiana Pires (PSB)              | Sem coligação                                                                     |
| 43 | Carlos Alberto (beto)              | PV            | Carlos Eduardo Dadau (Cidadania) | "Pensando Natal" - PV - Cidadania - Patriota - PMB - PTC                          |
| 45 | Álvaro Dias                        | PSDB          | Aíla Cortez (PDT)                | "Avança Natal" - PSDB - PDT - MDB - Avante - PL - Republicanos - REDE - DEM - PSD |
| 50 | Nevinha Valentim (Coletiva do Sol) | PSOL          | Danniel Morais (PSOL)            | Sem coligação                                                                     |
| 65 | Fernando Freitas                   | PCdoB         | Joana Lopes (PCdoB)              | Sem coligação                                                                     |
| 77 | Kelps Lima                         | Solidariedade | Brenno Queiroga (Solidariedade)  | Sem coligação                                                                     |

#### Desistências
- Freitas Júnior (REDE): apoiará a pré-candidatura de Jean-Paul Prates (PT), mas seu partido fará parte da coligação que apoia a reeleição de Álvaro Dias (PSDB).[16][17]
- Karla Veruska (Avante): seu partido apoiará a candidatura de Álvaro Dias (PSDB) à reeleição conforme deliberação expressa na convenção do partido, realizada aos 03 de setembro de 2020.[12]
- Walter Alves (MDB): declinou do convite feito pela direção nacional do seu partido, que estuda possível apoio à reeleição de Álvaro Dias (PSDB)[18]
- Fernando Pinto (NOVO): Em 16 de outubro o candidato desistiu do pleito por complicações do COVID-19.[19]

## Curiosidades
O atual prefeito do Natal, Álvaro Dias, é homônimo do senador paranaense, que fora candidato à Presidência da República em 2018 pelo Podemos.
- Atualizado até 17h45min, quinta-feira, 20 de março de 2025 (UTC)

## Pesquisas eleitorais
| Fonte            | Data(s) conduzidas | Amostragem | Álvaro Dias PSDB | Kelps Lima SD | Hermano Morais PSB | Delegado Leocádio PSL | Jean-Paul Prates PT | Carlos Alberto (beto) PV | Coronel Hélio Oliveira PRTB | Coronel Azevedo PSC | Fernando Freitas PCdoB | Jaidy Oliveira DC | Rosália Fernandes PSTU | Afrânio Miranda PODE | Nevinha Valentim PSOL | Fernando Pinto NOVO | Outros | Abst. Indec. | Vantagem |      |          |   |        |       |
| ---------------- | ------------------ | ---------- | ---------------- | ------------- | ------------------ | --------------------- | ------------------- | ------------------------ | --------------------------- | ------------------- | ---------------------- | ----------------- | ---------------------- | -------------------- | --------------------- | ------------------- | ------ | ------------ | -------- | ---- | -------- | - | ------ | ----- |
| Fonte            | Data(s) conduzidas | Amostragem | Perfil/TN        | 10-11 Nov     | 1000               | 54%                   | 4,4%                | 1,3%                     | 4,8%                        | 5,2%                | 0,6%                   | 0,9%              | 0,4%                   | 0,3%                 | 0,1%                  | 0,38%               | 0,6%   | Abst. Indec. | Vantagem | 0,6% | Desistiu | – | 19,98% | 49,6% |
| Blog do BG/Seta  | 29-30 Out          | 1000       | 50%              | 7,2%          | 1,9%               | 3%                    | 3,8%                | 1,6%                     | 2%                          | 1,2%                | <1%                    | <1%               | <1%                    | <1%                  | <1%                   | –                   | 29%    | 42,8%        |          |      | Desistiu |   |        |       |
| Perfil/TN        | 27-29 Out          | 800        | 44,2%            | 4,1%          | 2%                 | 5,3%                  | 4,3%                | 1%                       | 0,8%                        | 1,1%                | 0,1%                   | 0,1%              | 0,4%                   | 0,3%                 | 0,4%                  | –                   | 36,1%  | 38,9%        |          |      | Desistiu |   |        |       |
| Ibope            | 24-26 Out          | 602        | 44%              | 7%            | 5%                 | 7%                    | 5%                  | 1%                       | 2%                          | 2%                  | <1%                    | <1%               | 1%                     | <1%                  | <1%                   | –                   | 26%    | 37%          |          |      | Desistiu |   |        |       |
| Consult/98 FM    | 23-26 Out          | 1000       | 45,2%            | 6,3%          | 2,7%               | 7,2%                  | 3,6%                | 1%                       | 1,4%                        | 0,8%                | 0,2%                   | 0,2%              | 0,2%                   | 1%                   | 0,1%                  | –                   | 30,1%  | 38,9%        |          |      | Desistiu |   |        |       |
| Item/Agora RN    | 22-23 Out          | 1000       | 34,8%            | 9,9%          | 7,2%               | 4,5%                  | 2,7%                | 3,1%                     | 1,8%                        | 2,5%                | 0,8%                   | 1,6%              | 1,2%                   | 1,5%                 | 1,2%                  | –                   | 27,2%  | 24,9%        |          |      | Desistiu |   |        |       |
| Blog do BG/Seta  | 16-17 Out          | 1000       | 39,1%            | 9,2%          | 1,7%               | 3,2%                  | 1,8%                | 1,0%                     | 1,6%                        | 1,5%                | <1%                    | 0,1%              | 0,2%                   | <1%                  | <1%                   | –                   | 40,6%  | 29,9%        |          |      | Desistiu |   |        |       |
| Perfil/TN        | 13-15 Out          | 800        | 33,6%            | 5,6%          | 2,4%               | 5%                    | 2%                  | 1%                       | 1,1%                        | 0,5%                | 0,3%                   | 0,1%              | 0,3%                   | 0,6%                 | 0,1%                  | 0,1%                |        | 47,3%        | 28%      |      |          |   |        |       |
| Paraná Pesquisas | 12-14 Out          | 700        | 36,4%            | 10,3%         | 5,4%               | 6,4%                  | 2%                  | 4%                       | 1,7%                        | 2,4%                | 1%                     | 0%                | 0,4%                   | 1,6%                 | 0,3%                  | 0,6%                | –      | 27,4%        | 26,1%    |      |          |   |        |       |
| Blog do BG/Seta  | 7-9 Out            | 1000       | 43,2%            | 9,8%          | 2,3%               | 0,3%                  | 1,6%                | 1,3%                     | 1,9%                        | 0,9%                | 0,7%                   | 0,6%              | 0,1%                   | 0%                   | 0,2%                  | 0,5%                | –      | 36,6%        | 33,4%    |      |          |   |        |       |
| Ibope            | 4-6 Out            | 602        | 33%              | 12%           | 6%                 | 3%                    | 2%                  | 4%                       | 1%                          | 2%                  | 2%                     | 1%                | 1%                     | 0%                   | 0%                    | 1%                  | –      | 31%          | 21%      |      |          |   |        |       |
| Blog do BG/Seta  | 17-18 Set          | 1000       | 39,6%            | 6,7%          | 4,4%               | 0,2%                  | 1,7%                | 0,7%                     | 1,5%                        | 1,9%                | 0,1%                   | 0,8%              | 0,3%                   | 0%                   | 0,1%                  | 0%                  | –      | 42,3%        | 32,9%    |      |          |   |        |       |

## Resultados

### Prefeito
Fonte: TSE
| Candidato(a)                  | Vice                             | 1º turno 15 de novembro de 2020 | 1º turno 15 de novembro de 2020 |
| Candidato(a)                  | Vice                             | Votos                           | Porcentagem                     |
| ----------------------------- | -------------------------------- | ------------------------------- | ------------------------------- |
| Álvaro Dias (PSDB)            | Aíla Cortez (PDT)                | 194.764                         | 56,58%                          |
| Jean-Paul Prates (PT)         | José Estrela (PT)                | 49.494                          | 14,38%                          |
| Delegado Leocádio (PSL)       | Deusa Martins (PP)               | 35.181                          | 10,22%                          |
| Kelps Lima (Solidariedade)    | Brenno Queiroga (Solidariedade)  | 20.190                          | 5,87%                           |
| Hermano Morais (PSB)          | Tatiana Pires (PSB)              | 11.626                          | 3,38%                           |
| Coronel Hélio Oliveira (PRTB) | Getúlio Batista (PTB)            | 9.398                           | 2,73%                           |
| Coronel Azevedo (PSC)         | Erick Guerra (PSC)               | 6.530                           | 1,90%                           |
| Afrânio Miranda (PODE)        | Ana Paula Trento (PODE)          | 5.656                           | 1,64%                           |
| Carlos Alberto (PV)           | Carlos Eduardo Dadau (Cidadania) | 4.743                           | 1,38%                           |
| Nevinha Valentim (PSOL)       | Danniel Morais (PSOL)            | 3.959                           | 1,15%                           |
| Fernando Freitas (PCdoB)      | Joana Lopes (PCdoB)              | 1.428                           | 0,41%                           |
| Rosália Fernandes (PSTU)      | José Jairan (PSTU)               | 880                             | 0,26%                           |
| Jaidy Oliver (DC)             | Shirlei Medeiros (DC)            | 373                             | 0,11%                           |
| Total de votos válidos        | Total de votos válidos           | 344.222                         | 100%                            |
| → Votos válidos               | → Votos válidos                  | 344.222                         | 85,42%                          |
| → Votos brancos               | → Votos brancos                  | 18.515                          | 4,60%                           |
| → Votos nulos                 | → Votos nulos                    | 40.220                          | 9,98%                           |
| Total de votos                | Total de votos                   | 402.957                         | 100%                            |

### Vereadores
Fonte: G1
| Candidato(a)                            | Votos   | Porcentagem |
| --------------------------------------- | ------- | ----------- |
| Herberth Sena (PL)                      | 6.029   | 1,67%       |
| Divaneide Basílio (PT)                  | 5.966   | 1,65%       |
| Paulinho Freire (PDT)                   | 5.547   | 1,53%       |
| Kleber Fernandes (PSDB)                 | 5.409   | 1,50%       |
| Aldo Clemente (PDT)                     | 5.181   | 1,43%       |
| Robson Carvalho (PDT)                   | 4.837   | 1,34%       |
| Felipe Alves (PDT)                      | 4.765   | 1,32%       |
| Aroldo Alves (PSDB)                     | 4.284   | 1,18%       |
| Bispo Francisco de Assis (Republicanos) | 4.284   | 1,16%       |
| Nina Souza (PDT)                        | 3.852   | 1,06%       |
| Ana Paula (PL)                          | 3.843   | 1,06%       |
| Chagas Catarino (PSDB)                  | 3.801   | 1,05%       |
| Preto Aquino (PSD)                      | 3.490   | 0,96%       |
| Antônio Peixoto (PTB)                   | 3.109   | 0.86%       |
| Tércio Tinôco (PP)                      | 3.101   | 0,86%       |
| Raniere Barbosa (Avante)                | 3.040   | 0,84%       |
| Ériko Jácome (MDB)                      | 3.040   | 0,84%       |
| Brisa (PT)                              | 2.901   | 0,80%       |
| Júlia Arruda (PCdoB)                    | 2.817   | 0,78%       |
| Klaus (Solidariedade)                   | 2.797   | 0,77%       |
| Hermes Câmara (PTB)                     | 2.751   | 0,76%       |
| Milklei Leite (PV)                      | 2.721   | 0,75%       |
| Camila Araújo (PSD)                     | 2.447   | 0,68%       |
| Margarete Régia (PROS)                  | 2.291   | 0,63%       |
| Daniel Valença (PT)                     | 2.259   | 0,62%       |
| Anderson Lopes (Solidariedade)          | 2.225   | 0,62%       |
| Nivaldo Bacurau (PSB)                   | 2.153   | 0,60%       |
| Eribaldo Medeiros (PSB)                 | 2.148   | 0,59%       |
| Robério Paulino (PSOL)                  | 1.886   | 0,52%       |
| Total de votos válidos                  | 344.222 | 100%        |
| → Votos válidos                         | 344.222 | 85,42%      |
| → Votos brancos                         | 18.515  | 4,59%       |
| → Votos nulos                           | 40.220  | 9,98%       |
| Total de votos                          | 402.957 | 100%        |
| Abstenções                              | 157.972 | 28,16%      |